# San Andrés (kommun i Colombia, Santander, lat 6,78, long -72,83)
San Andrés är en kommun i Colombia.   Den ligger i departementet Santander, i den centrala delen av landet, 280 km nordost om huvudstaden Bogotá. Antalet invånare är 9 783.